# Seth Trembly
Seth Trembly (21 mars 1982 à Littleton au Colorado- ) est un joueur de soccer américain. Il évolue à la position de défenseur. 
Il a commencé sa carrière professionnelle en 1999 avec le Colorado Rapids de la MLS jusqu'en 2004. Il a été échangé au Real Salt Lake en 2005. En 2006, il n'a pas joué de la saison à cause d'un blessure à un genou. Le 4 avril 2007, il a signé un contrat avec l'Impact de Montréal. Le 7 janvier 2007, l'Impact de Montréal a annoncé que le club ne renouvelait pas le contrat de Seth Trembly.

## Statistiques en carrière

### saison régulière
| Club                   | année | pj | pd | MIN  | B | P | PTS | C  | E |
| ---------------------- | ----- | -- | -- | ---- | - | - | --- | -- | - |
| Colorado Rapids        | 1999  | -  | -  | -    | - | - | -   | -  | - |
| Colorado Rapids        | 2000  | 4  | 0  | 21   | 0 | 0 | 0   | 1  | 0 |
| Colorado Rapids        | 2001  | 4  | 1  | 198  | 0 | 0 | 0   | 1  | 0 |
| Colorado Rapids        | 2002  | 4  | 0  | 43   | 0 | 0 | 0   | 0  | 0 |
| Colorado Rapids        | 2003  | 16 | 11 | 1112 | 1 | 1 | 3   | 5  | 0 |
| Colorado Rapids        | 2004  | 24 | 5  | 761  | 1 | 1 | 3   | 3  | 0 |
| Real Salt Lake         | 2005  | 22 | 11 | 1176 | 2 | 0 | 4   | 8  | 0 |
| Real Salt Lake         | 2006  | 0  | 0  | 0    | 0 | 0 | 0   | 0  | 0 |
| Impact de Montréal     | 2007  | 18 | 5  | 571  | 0 | 0 | 0   | 2  | 0 |
| Total avec l'Impact    | ----- | 18 | 5  | 571  | 0 | 0 | 0   | 2  | 0 |
| Total dans la USL      | ----- | 18 | 5  | 571  | 0 | 0 | 0   | 2  | 0 |
| Total la MLS           | ----- | 74 | 28 | 3311 | 4 | 2 | 10  | 18 | 0 |
| Total dans sa carrière | ----- | 92 | 33 | 3882 | 4 | 2 | 10  | 18 | 0 |

### Séries d'après-saison
| Club                   | année | pj | pd | MIN | B | P | PTS | C | E |
| ---------------------- | ----- | -- | -- | --- | - | - | --- | - | - |
| Colorado Rapids        | 2002  | 3  | 0  | 25  | 0 | 1 | 1   | 0 | 0 |
| Colorado Rapids        | 2004  | 2  | 0  | 37  | 0 | 0 | 0   | 0 | 0 |
| Total avec l'Impact    | ----- | -  | -  | -   | - | - | -   | - | - |
| Total dans la USL      | ----- | -  | -  | -   | - | - | -   | - | - |
| Total dans la MLS      | ----- | 5  | 0  | 62  | 0 | 1 | 1   | 0 | 0 |
| Total dans sa carrière | ----- | 5  | 0  | 62  | 0 | 1 | 1   | 0 | 0 |